# Volby do Evropského parlamentu v Německu 2019
Volby do Evropského parlamentu 2019 v Německu proběhly 26. května 2019 v rámci celoevropských voleb do Evropského parlamentu. Na základě výsledků těchto voleb zasedlo v Evropském parlamentu 96 německých poslanců.

## Výsledky
|                   | CDU/CSU       | Zelení              | SPD             | AfD          | Die Linke         | FDP         |
| ----------------- | ------------- | ------------------- | --------------- | ------------ | ----------------- | ----------- |
| Volební lídr      | Manfred Weber | Franziska Kellerová | Katarina Barley | Jörg Meuthen | Martin Schirdewan | Nicola Beer |
| Aliance v EP      | EPP           | EGP                 | PES             | ID           | PEL               | ALDE        |
| Počet hlasů       | 10 794 042    | 7 677 071           | 5 916 882       | 4 104 453    | 2 056 049         | 2 028 594   |
| Podíl             | 28,9 %        | 20,5 %              | 15,8 %          | 11,0 %       | 5,5 %             | 5,4 %       |
| Získaných mandátů | 29            | 21                  | 16              | 11           | 5                 | 5           |

Kromě těchto stran získaly mandáty také Die PARTEI a Svobodní voliči (každá dva) a dále po jednom mandátu Tierschutzpartei, ÖDP, FAMILIE, Volt Europa a Pirátská strana Německa.